# Saito Tatsuoki
Saito Uhyōe Taihitsu Tatsuoki (齋藤 右兵衛 · 大筆龍興 (Trai Đằng Hữu Binh Vệ Đại Bút Long Hưng) 1548–14 tháng 8 năm 1573) là một daimyō của tỉnh Mino trong thời kỳ Chiến quốc của lịch sử Nhật Bản và là lãnh chúa thế hệ thứ ba của gia tộc Tá Đằng (Saito). Ông là con trai của Saito Yoshitatsu, và cháu trai của Saito Dōsan. Ông cũng là cháu trai họ của người vợ đầu tiên của Oda Nobunaga là Nōhime, ông có một người con gái là Saito Dōsan.
Saito Tatsuoki kế vị cha mình vào lúc 14 tuổi. Ông là một nhà cai trị không có khả năng, không giống như cha và ông nội của ông. Tatsuoki trở thành tham gia vào một cuộc đối đầu gay gắt với Oda Nobunaga, và thua về ông này trong một trận đánh quyết định vào năm 1564. Ông may mắn sống sót nhưng từ thời điểm này gia tộc Trai Đằng không còn thực lực đáng kể để gây ảnh hưởng đến thời kỳ Chiến quốc Nhật Bản.